# Nykergroep
De Nykergroep is een groep van geologische formaties die afgezet zijn gedurende het Vroeg-Krijt, zo'n 146 tot 140 miljoen jaar geleden. De groep ligt op het Deense eiland Bornholm en bestaat uit de Rabekkeformatie, de Robbedaleformatie en de Jydegaardformatie. De dominante gesteentes zijn klei en zandsteen. Boven op de groep ligt de Bagåformatie.

## Formaties
De Rabekkeformatie is de laagst liggende formatie binnen de Nykergroep en is 146 tot 145 miljoen jaar geleden tijdens de overgang van het Jura naar het Krijt afgezet. In deze formatie is het eerste Scandinavische zoogdier gevonden, namelijk Sunnyodon notleyi. Binnen deze formatie zijn ook resten van diverse andere gewervelde dieren aangetroffen.
De Robbedaleformatie is de middelste formatie van de Nykergroep en is ongeveer 145 miljoen jaar geleden afgezet. In deze formatie zijn geen resten van gewervelde dieren aangetroffen.
De Jydegaardformatie is de bovense formatie van de Nykergroep en is tussen de 145 en 140 miljoen jaar geleden afgezet. De eerste resten van een Deense dinosaurus, namelijk de Dromaeosauroides bornholmensis, zijn binnen deze formatie gevonden. Verder zijn er diverse resten van andere gewervelden dieren aangetroffen.